# Anna Boudová Suchardová

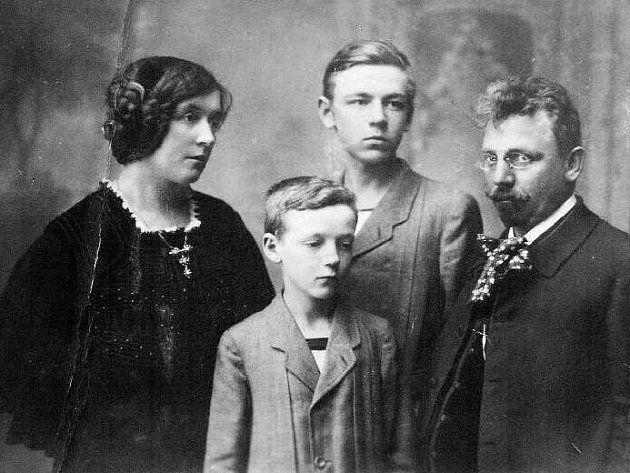
Anna Boudová-Suchardová, synové Cyril, Jaroslav a prof. Alois Bouda

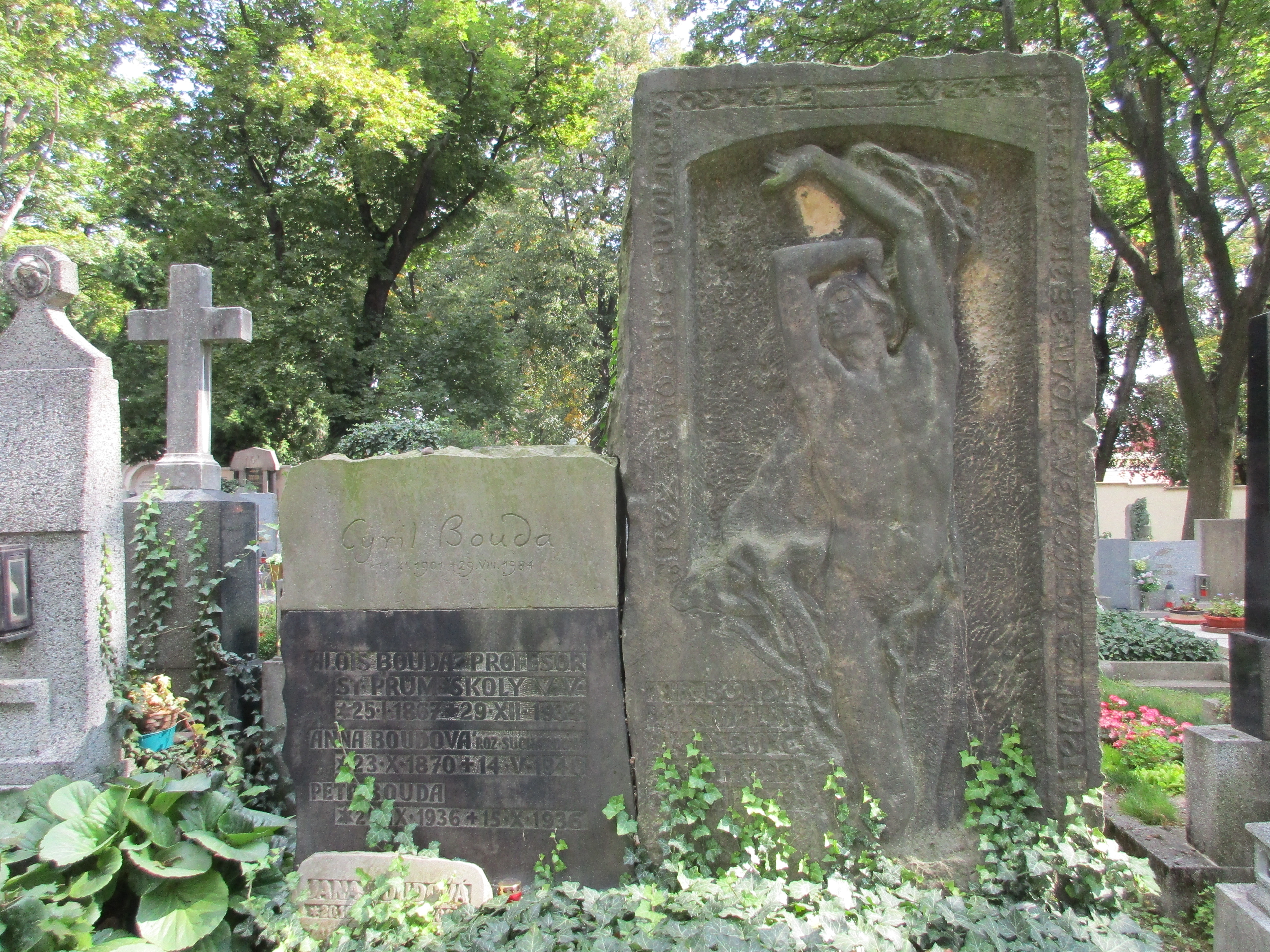
Rodinný hrob Boudových v Bubenči

Anna Boudová Suchardová (23. října 1870, Nová Paka – 14. května 1940, Praha) byla česká malířka, keramička a textilní výtvarnice.

## Život
Anna Suchardová byla dcerou sochaře, řezbáře a restaurátora Antonína Suchardy mladšího a sestrou sochařů Stanislava a Vojtěcha Suchardy. Provdala se za výtvarníka a profesora kreslení na kladenském gymnasiu Aloise Boudu a byla matkou Jaroslava a Cyrila Boudy. Navštěvovala Ženský výrobní spolek (Zeichenschule zu Prag), kde se školila v ručních pracích. V letech 1887–1889 studovala na Kreslířské a malířské škole pro dámy při Uměleckoprůmyslové škole a poté (1889–1893) speciální školu pro malování květin u prof. Jakuba Schikanedera. Byla vůbec první ženskou absolventkou této umělecké školy. Stala se členkou Amerického klubu dam. Do roku 1897 vystavovala s Uměleckou besedou, později s SVU Mánes (1896–1900) a také s Krasoumnou jednotou a Jednotou umělců výtvarných.

## Dílo
Debutovala jako malířka květin na výstavě Umělecké besedy (1897), ale její tvorba se rozvíjela směrem k figurální malbě i k secesní umělecko-řemeslné produkci v různých materiálech. Obdržela 1. cenu časopisu Volné směry ve vypsané soutěži na dekorativní linku, které se v rámci tohoto uměleckého periodika vedle sebe zúčastnili umělkyně i umělci.
Kolem roku 1900 patřila k nejvýznamnějším tvůrkyním užitého umění. Podílela se na výzdobě Zemské banky na Příkopech (1894–1895) a pro vstupní halu Wilsonova nádraží vytvořila malované dekorativní festony (1908). Navrhovala pohlednice a dekorativní výzdobu časopisů. Ilustrovala Mathioliho herbář (1931) a byla autorkou knihy Květina dekorativní v umění národním.
Vstoupila do Kruhu výtvarných umělkyň, na jehož výstavách se prezentovala avantgardní figurální malbou na skle, například Ženský akt s černou krajkou (1935).

## Účast na výstavách
- Na Světové výstavě v Paříži roku 1900 vystavila několik keramických váz s malovaným plastickým dekorem a vytvořila dekorativní výplně na plátně v národní expozici. Je autorkou keramické výzdoby Suchardova domu a chrámu sv. Mikuláše v Nové Pace.
- Na výstavách Krasoumné jednoty a Jednoty umělců výtvarných představila akvarelové a olejové malby květin.[5]
- Na vánoční výstavě Uměleckoprůmyslového musea v Praze roku 1900 vystavovala soubor majolikových nádob a panneau, které malovala a sama vypalovala v peci.[6]

### Známá díla
- Dra Petra Ondřeje Mathiola Přírodní léčba (Herbář aneb bylinář), 1268 stran, 1052 vyobrazení, překlad Adolf Ambrož, barevné tabule A. Suchardová-Boudová, nakl. B. Kočí, 1931

## Galerie

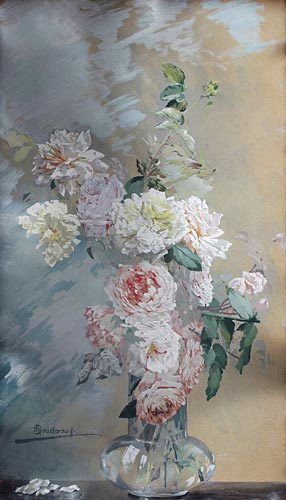
Kytice
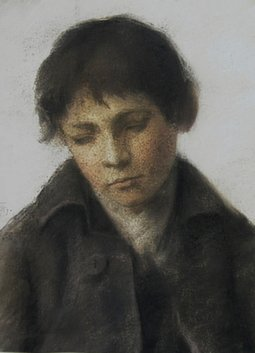
Podobizna chlapce
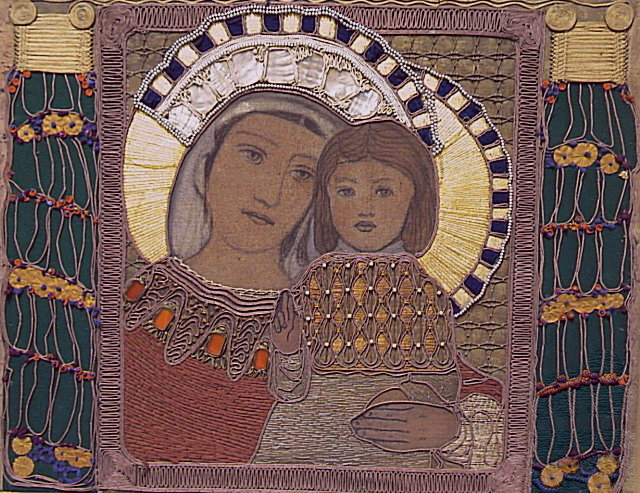
Madona s Ježíškem (kolem 1900)
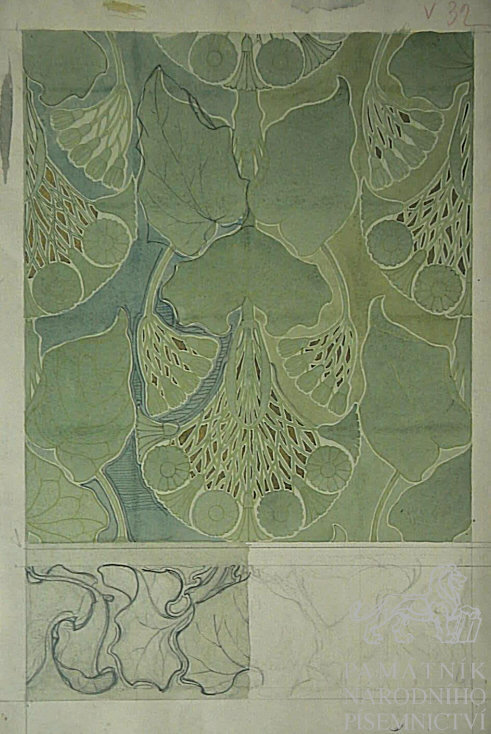
Návrh na tapetu
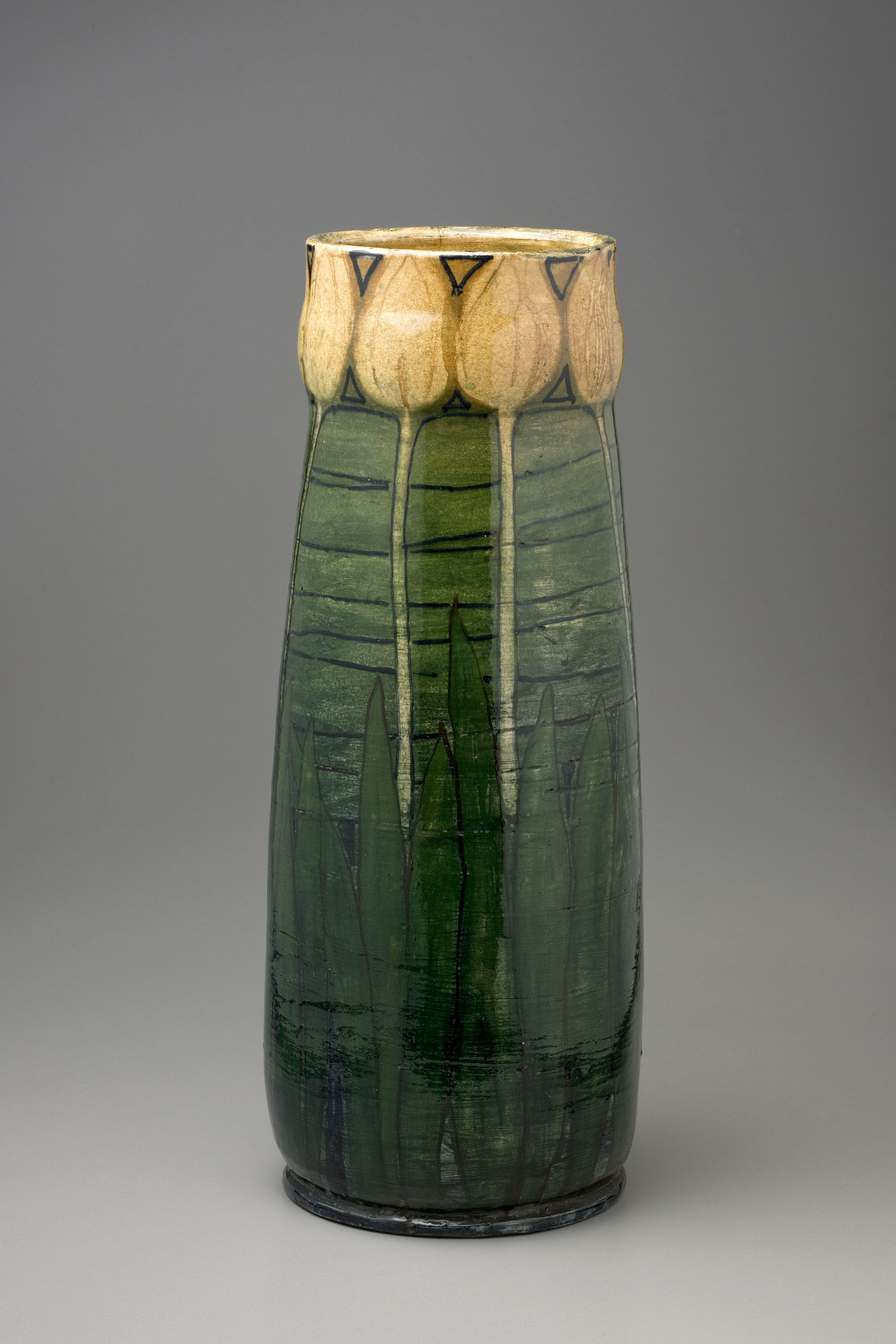
Váza
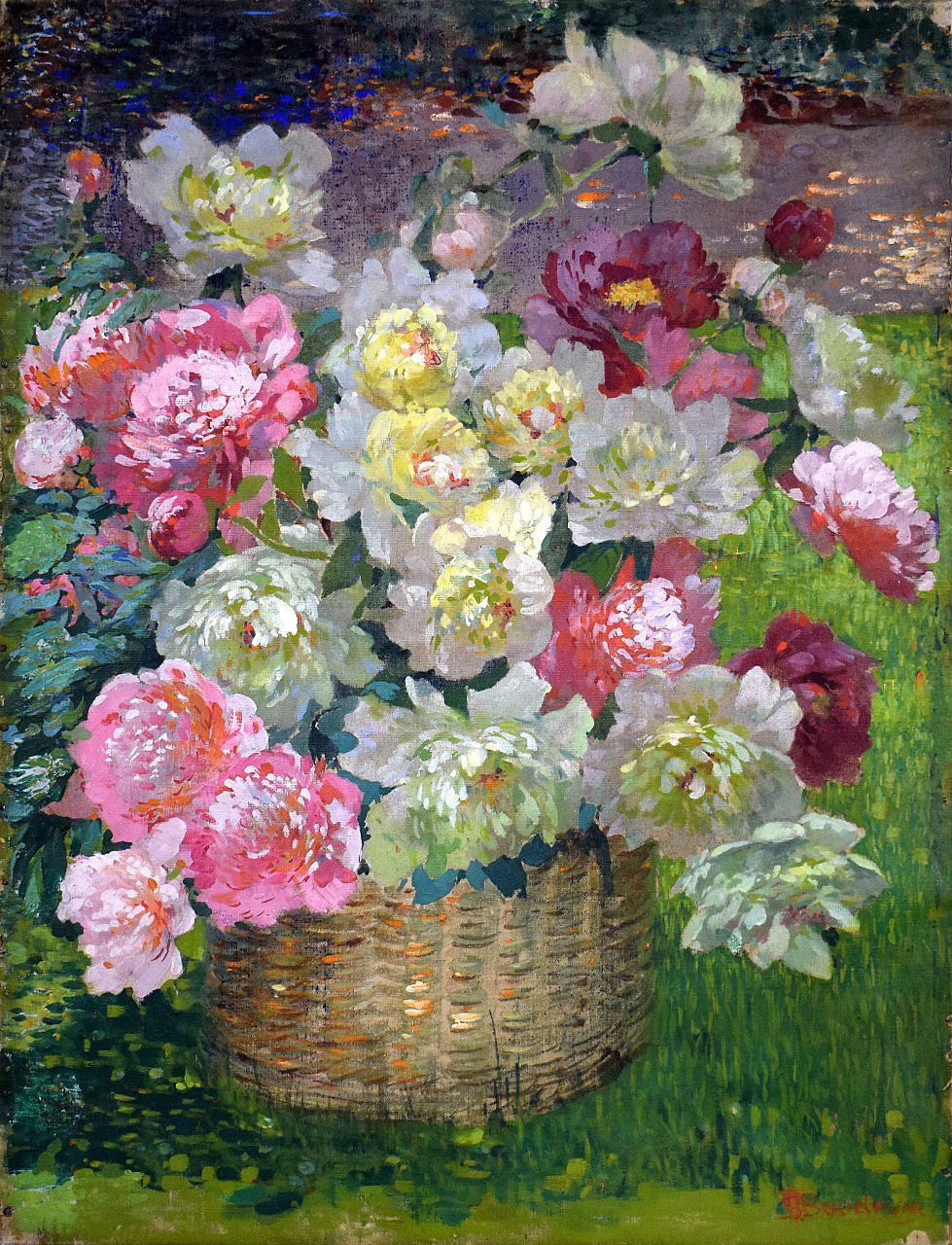
Kytice v plenéru